# Delio Lucarelli

Bischofswappen von Delio Lucarelli

Delio Lucarelli (* 24. November 1939 in Fano; † 29. Januar 2024 in Rieti) war ein italienischer römisch-katholischer Geistlicher und Bischof von Rieti.

## Leben
Delio Lucarelli empfing nach seiner theologischen Ausbildung im Regionalseminar der Marken am 29. Juni 1965 das Sakrament der Priesterweihe für das Bistum Fano. Später erwarb er ein Lizenziat in Theologie an der Päpstlichen Lateranuniversität. Lucarelli war Kaplan in mehreren Pfarreien, bevor er Spiritual und dann Regens des Regionalseminars der Marken wurde, wo er studiert hatte. Er arbeitete in der Leitung des Päpstlichen Missionswerks missio und als nationaler Sekretär des Päpstlichen Werkes des Apostels Petrus (Pontificia Opera di San Pietro Apostolo).
Am 30. November 1996 ernannte ihn Papst Johannes Paul II. zum Bischof von Rieti. Papst Johannes Paul II. spendete ihm am 6. Januar 1997 die Bischofsweihe; Mitkonsekratoren waren der Offizial im Staatssekretariat des Heiligen Stuhls, Kurienerzbischof Giovanni Battista Re, und der Sekretär der Kongregation für die orientalischen Kirchen, Kurienerzbischof Miroslaw Marusyn. In seiner Amtszeit als Bischof hatte er die Folgen der Erdbeben von 1997 und 2004 für das Bistum Rieti zu bewältigen. Als Folge der von ihm 2002 einberufenen Diözesansynode veranlasste er die Neuordnung der Seelsorge und des Diözesangebietes.
Am 15. Mai 2015 nahm Papst Franziskus seinen altersbedingten Rücktritt an.
Delio Lucarelli starb am 29. Januar 2024 im Alter von 84 Jahren im Hospiz San Francesco in Rieti.